# Michael Sembello
Michael Andrew Sembello (Philadelphia, 17 april 1954) is een Amerikaans zanger, gitarist, toetsenist, songwriter, componist en producer.

## Carrière
Sembello begon zijn carrière als sessiemuzikant en werkte als gitarist. Hij heeft gewerkt voor artiesten als Stevie Wonder, The Temptations, Michael Jackson, Diana Ross, Chaka Khan, George Benson, Barbra Streisand, Stanley Clarke, David Sanborn en Donna Summer.
In 1983 maakte hij de Billboard Hot 100 nummer 1-hit "Maniac", onderdeel van de soundtrack van de film Flashdance en van zijn het album Bossa Nova Hotel. In het jaar daarop werd het nummer bekroond met een Grammy.
Sembello werkte ook aan de soundtrack voor verschillende films zoals Cocoon, Gremlins, Summer Lovers, The Monster Squad, Predator 2 en Independence Day. Sembello heeft zich ook toegelegd op oosterse muziek en spiritualiteit.

## Discografie

### Albums
| Album met eventuele hitnotering(en) in de Nederlandse Album Top 100 | Datum van verschijnen | Datum van binnenkomst | Hoogste positie | Aantal weken | Opmerkingen |
| ------------------------------------------------------------------- | --------------------- | --------------------- | --------------- | ------------ | ----------- |
| Bossa Nova Hotel                                                    | 1983                  | -                     |                 |              |             |
| Without Walls                                                       | 1986                  | -                     |                 |              |             |
| Caravan of Dreams                                                   | 1992                  | -                     |                 |              |             |
| Backwards in Time                                                   | 1997                  | -                     |                 |              |             |
| Ancient Future                                                      | 2002                  | -                     |                 |              |             |
| The Lost Years                                                      | 2003                  | -                     |                 |              |             |

### Singles
| Single met eventuele hitnotering(en) in de Nederlandse Top 40 | Datum van verschijnen | Datum van binnenkomst | Hoogste positie | Aantal weken | Opmerkingen                                         |
| ------------------------------------------------------------- | --------------------- | --------------------- | --------------- | ------------ | --------------------------------------------------- |
| Summer Lovers                                                 | 1982                  | -                     |                 |              | soundtrack Summer Lovers                            |
| Maniac                                                        | 1983                  | 23-07-1983            | 11              | 7            | Nr. 10 in de Single Top 100 / soundtrack Flashdance |
| Automatic Man                                                 | 1983                  | -                     |                 |              |                                                     |
| Talk                                                          | 1984                  | -                     |                 |              |                                                     |
| Gremlins...Mega Madness                                       | 1984                  | -                     |                 |              | soundtrack Gremlins                                 |
| Gravity                                                       | 1985                  | -                     |                 |              | soundtrack Cocoon                                   |
| Tear Down the Walls                                           | 1986                  | -                     |                 |              |                                                     |
| "Wonder Where You Are                                         | 1986                  | -                     |                 |              |                                                     |
| Heavy Weather                                                 | 1992                  | -                     |                 |              |                                                     |
| Reach for the Dream                                           | 1995                  | -                     |                 |              |                                                     |

## Prijzen en nominaties
| Jaar | Prijs                  | Categorie                                                                       | Werk | Uitslag     |
| ---- | ---------------------- | ------------------------------------------------------------------------------- | --- | ----------- |
| 1984 | Academy Award (Oscar)  | Beste originele nummer                                                          | "Maniac", gedeeld met Dennis Matkosky | Genomineerd |
| 1984 | Golden Globe           | Beste originele nummer                                                          | "Maniac", gedeeld met Dennis Matkosky | Genomineerd |
| 1984 | Grammy Award           | Record of the Year                                                              | "Maniac", gedeeld met Giorgio Moroder, Keith Forsey, Irene Cara, Shandi Sinnamon, Ronald Magness, Doug Cotler, Richard Gilbert, Michael Boddicker, Jerry Hey, Phil Ramone, Kim Carnes, Duane Hitchings & Dennis Matkosky   | Genomineerd |
| 1984 | Grammy Award           | Album of the Year                                                               | Flashdance, gedeeld met Donna Summer, Giorgio Moroder, Kim Carnes, Irene Cara, Helen St. John, Joe Esposito & Shandi Sinnamon                                                                                              | Genomineerd |
| 1984 | Grammy Award           | Song of the Year                                                                | "Maniac", gedeeld met Dennis Matkosky | Genomineerd |
| 1984 | Grammy Award           | Best Pop Vocal Performance (zanger)                                             | "Maniac" | Genomineerd |
| 1984 | Grammy Award           | Best Instrumental Composition                                                   | "Dream Hunter", gedeeld met Danny Sembello | Genomineerd |
| 1984 | Grammy Award           | Best Album of Original Score Written for a Motion Picture or Television Special | Flashdance, gedeeld met Giorgio Moroder, Keith Forsey, Irene Cara, Shandi Sinnamon, Ronald Magness, Doug Cotler, Richard Gilbert, Michael Boddicker, Jerry Hey, Phil Ramone, Kim Carnes, Duane Hitchings & Dennis Matkosky | Gewonnen    |
| 1984 | Grammy Award           | Best Album of Original Score Written for a Motion Picture or Television Special | Journey Through The Secret Life of Plants, gedeeld met Stevie Wonder & Stephanie Andrews | Genomineerd |
| 1985 | Golden Raspberry Award | Slechtste originele lied                                                        | "Smooth Talker" uit Body Rock, gedeeld met Mark Hudson | Genomineerd |